# Sami Demirtas
Sami Demirtas (Namen, 25 januari 1996) is een Belgisch basketballer.

## Carrière
Demirtas speelde in de jeugd van NBC Alsavin Belgrade, AWBB Academy en Spirou Charleroi. Voordat hij zich in 2015 aansloot bij BC Gistel Oostende in de tweede klasse. In zijn eerste seizoen terug bij Charleroi speelde hij een wedstrijd voor het eerste team en meerdere voor de tweede en derde ploeg. Hierna werkt hij zich de volgende seizoenen langzaam naar de eerste ploeg, in het seizoen 2018/19 speelde hij 18 wedstrijden. Het seizoen erop trok hij naar Limburg United waar hij dertien wedstrijden speelde. 
Aan het einde van het seizoen maakte hij de overstap naar tweedeklasser Guco Lier waarbij hij een seizoen speelde. Hij speelde gedurende een maand voor Charleroi waar hij de blessure van Milan Samardzic moest opvangen. Hij deed het seizoen nadien gewoon uit bij Lier, na het seizoen trok hij naar de Gent Hawks. Hij speelde een seizoen in Gent maar maakte aan het einde van het seizoen niet de verhuis naar Merelbeke mee. Hij ging spelen voor het Brusselse Royal IV Brussels. In februari 2024 werd bekend gemaakte dat hij voor het seizoen 2024/25 tekende bij derdeklasser NBC Alsavin-Belgrade.